# Adunarea Națională a Țării Galilor
Adunarea Națională a Țării Galilor (galeză Cynulliad Cenedlaethol Cymru) este parlamentul devoluat al Țării Galilor, având puterea legislativă, aceea de a impune taxe și pe cea de supervizare a Guvernului Țării Galilor.

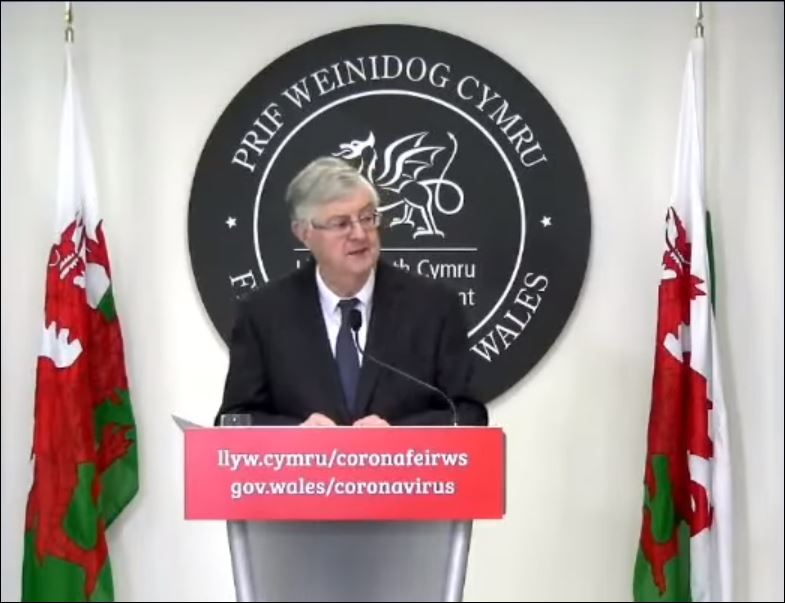
Conferință zilnică de pandemie mai 2021: pandemia și toate problemele de sănătate din Țara Galilor sunt transferate guvernului galez